# Cipriano Vagaggini
Cipariano Vagaggini, né à Piancastagnaio, près de Sienne, le 3 octobre 1909 et mort à Camaldoli le 18 janvier 1999, est un théologien et moine italien de la Congrégation camaldule de l'Ordre de Saint Benoît. Le Père Vagaggini est une figure significative du concile Vatican II qui intervint sur la constitution de la liturgie, le Sacrosanctum Concilium, et qui participa au mouvement liturgique italien.

## Biographie
Il fait sa profession monastique le 5 octobre 1928 à l'abbaye bénédictine Saint-André de Zevenkerken (Bruges) en Belgique et le 30 juin 1934 il est ordonné prêtre.
Il suit sa formation théologique et philosophique à l'Athénée pontifical Saint-Anselme de Rome dont il devient plus tard le doyen. En 1931, il obtient son doctorat de philosophie et en 1938 celui de théologie à l'Université catholique de Louvain. En 1940, il défend sa thèse de doctorat en sciences ecclésiastiques orientales à l'Institut pontifical oriental de Rome. De 1938 à 1942, le Père Vagaggini est vice-recteur du Collège pontifical grec de Rome. Il est professeur de liturgie auprès de l'Institut Regina Mundi et il compte au nombre des fondateurs de la Faculté théologique d'Italie septentrionale.
Il participe en tant qu'expert au Concile Vatican II ; sa contribution pour la Constitution conciliaire sur la liturgie (Sacrosanctum Concilium) est fondamentale. Après le Concile, il continue d'enseigner pour l'application des réformes conciliaires et dans le domaine de la théologie dogmatique.
En 1977, il entre dans la Congrégation camaldule de l'Ordre de Saint Benoît et se retire en 1978 à l'ermitage des Camaldules, fondé par saint Romuald au XIe siècle.
Parmi ses œuvres principales figure Il senso teologico della liturgia (1957).

## Quelques publications
- La Lutte contre Satan dans la liturgie de l'Église, textes extraits de Il senso teologico della liturgia, Strasbourg, 2009, éd. Trifolium, 138 pages
- Le Canon de la messe et la réforme liturgique, traduction de l'italien [il Canone della messa e la riforma liturgica] par le R.P. Aimon-Marie Roguet et Dom Philippe Rouillard, 1967
- La Constitution de Vatican II sur la liturgie, tome Ier : La Pastorale, 1964, par Dom Thierry Maertens ; tome II : La Doctrine, 1964, par Dom Cipriano Vagaggini, traduit de l'italien par R. Gantoy
- Patriarchi orientali cattolici e dispense matrimoniali, storia del loro potere di dispensare dagli impedimenti di consanguineità e di affinità, 1959
- Maria nelle opere di Origene, 1942[2]